# Konsum w Katowicach-Giszowcu
 Konsum w Katowicach-Giszowcu – zabytkowy kompleks budynków dawnego konsumu w katowickiej dzielnicy Giszowiec, przy placu Pod Lipami 7-10, powstały wraz z budową osiedla patronackiego Giszowiec do 1910 roku. 
Został on zaprojektowany przez Georga i Emila Zillmannów. W konsumie pierwotnie mieściła się piekarnia, rzeźnik oraz inne sklepy. Dnia 20 maja 1982 roku kompleks ten został wpisany do rejestru zabytków.

## Historia

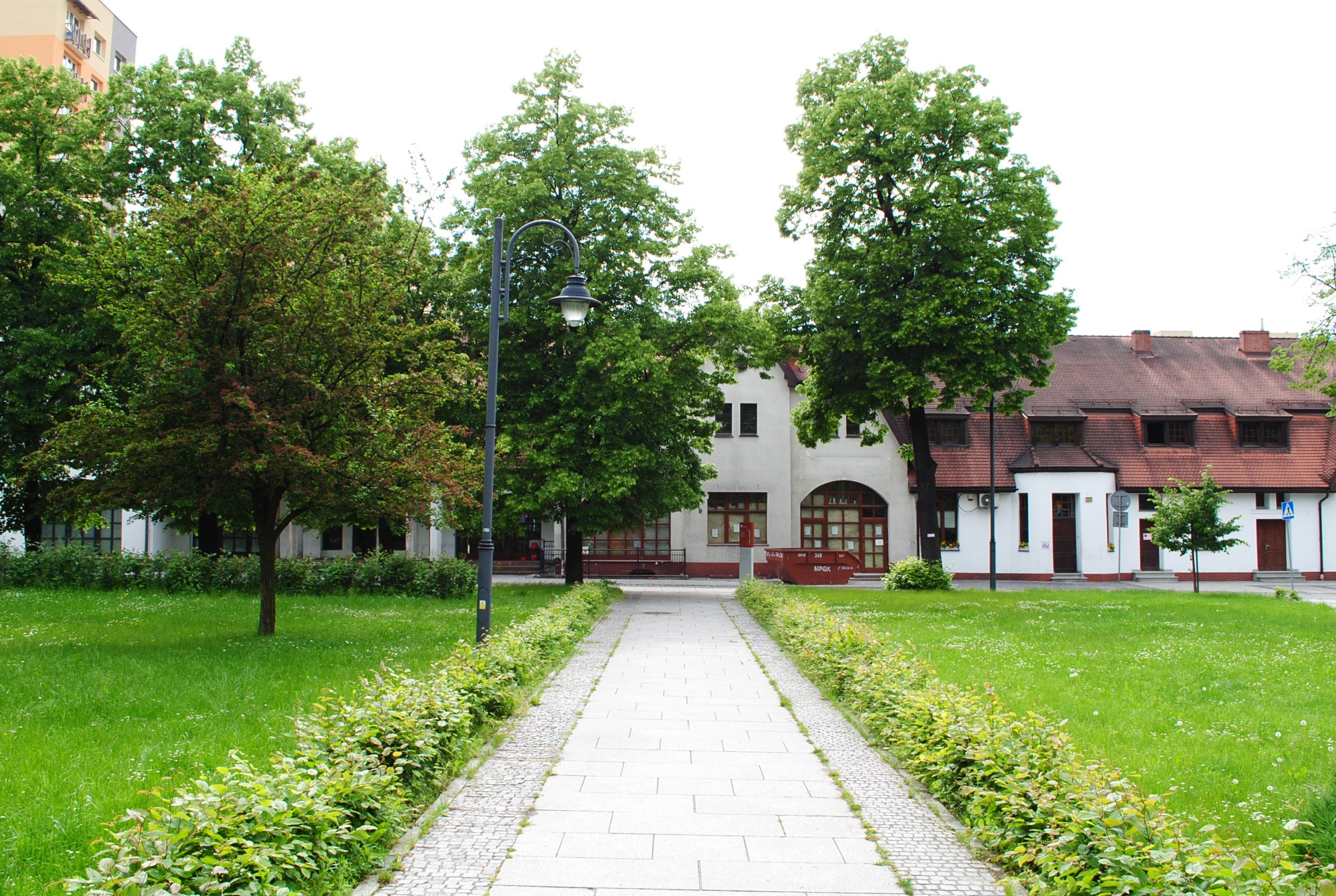
Konsum od strony pl. Pod Lipami

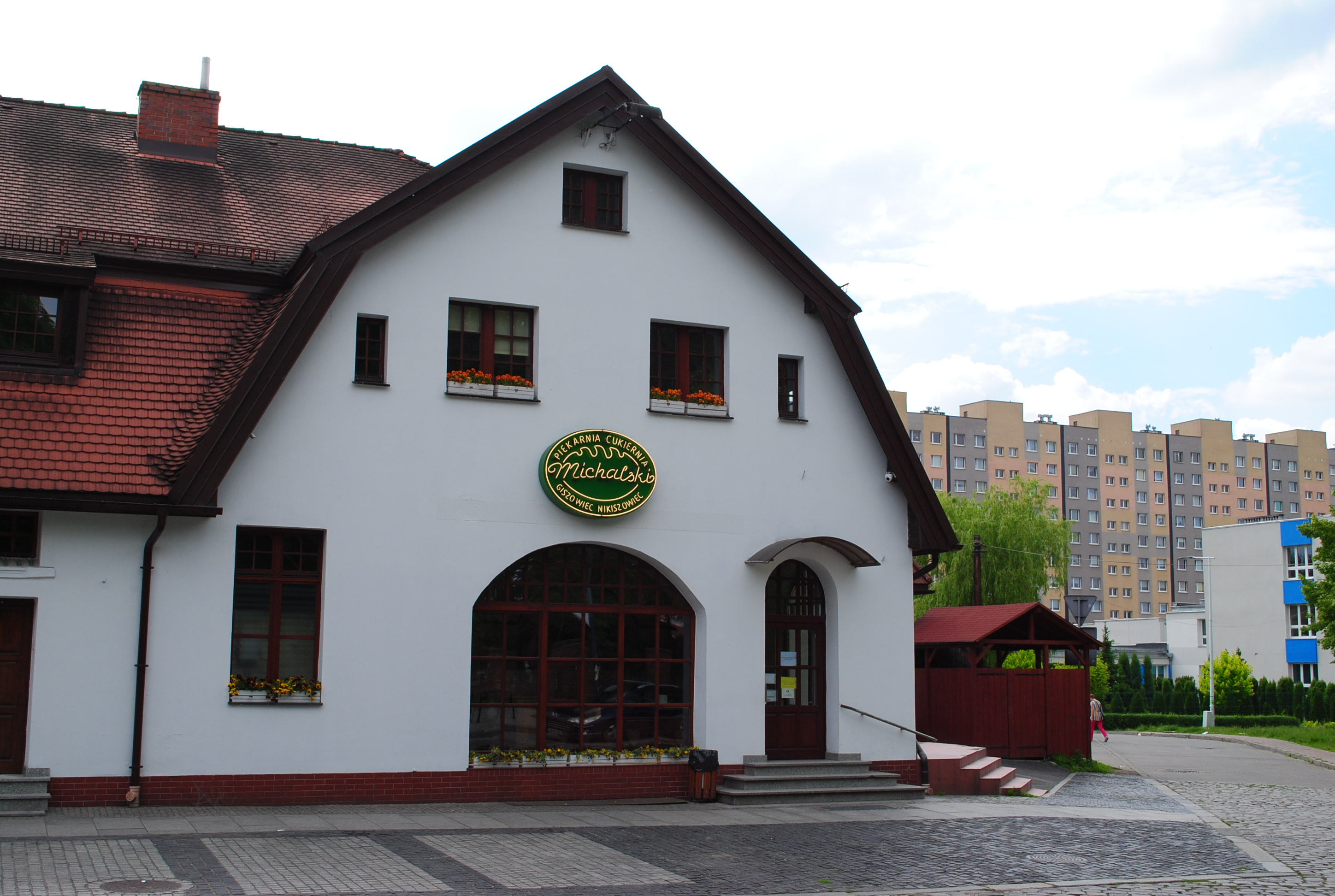
Piekarnia Michalski znajdująca się przy placu Pod Lipami 7

Konsum powstał do 1910 roku wraz z całym osiedlem patronackim Giszowiec z inicjatywy ówczesnego dyrektora generalnego spółki Georg von Giesches Erben – Antona Uthemanna. Został on zaprojektowany przez Georga i Emila Zillmannów z Charlottenburga koło Berlina. Wiosną 1909 roku były gotowe części narożne kompleksu, mieszczące wówczas sklep rzeźnika i piekarnię, natomiast budowa środkowej części została odłożona na później. Z uwagi na szybko wzrastającą liczbę mieszkańców budowanego wówczas osiedla, latem 1909 roku rozpoczęto budowę środkowej części konsumu. W domach tych prócz piekarni i rzeźnika powstały sklepy, gdzie handlowano wyrobami tekstylnymi, owocami i warzywami, a także zlokalizowano sklep spożywczy. W budynku urządzono również mieszkania dla rzeźnika i piekarza.
Sklepy były wówczas prowadzone przez osoby prywatne na zasadzie krótkoterminowych dzierżaw. Ceny w sklepach były zaś utrzymywane przez spółkę Georg von Giesches Erben na najniższym możliwym poziomie. Placówki handlowe były czynne w godzinach od 7:00 do 21:00, a w niedziele i święta (z wyjątkiem niektórych świąt) od 7:00 do 10:00.
W latach 60. XX wieku, w związku z powstaniem w Giszowcu kopalni „Staszic”, zadecydowano o wyburzeniu unikatowego osiedla i postawieniu w jego miejscu nowego kompleksu złożonego z wielokondygnacyjnych bloków mieszkalnych. Na przełomie lat 60. i 70. XX wieku rozpoczęto wyburzanie osiedla Giszowiec. Wyburzeniu groziło całe osiedle, dlatego też rozpoczęły się protesty. Wyburzono lewą część dawnego konsumu, a reszta przetrwała do dziś. 20 maja 1982 roku budynek wpisano do rejestru zabytków.
Około 2013 roku w ciągu sklepów znajdowały się: piekarnia, sklep meblowy i ze sprzętem AGD, sklep mięsny, fryzjer oraz przychodnia medyczna. W piekarni umieszczono obraz autorstwa Ewalda Gawlika przedstawiający kobity piekące chleb w piecach do tego przeznaczonych (w tzw. piekarniokach). Sama zaś piekarnia została przejęta przez Michalskich w 1997 roku, którzy posiadali również piekarnię w Nikiszowcu.
Obecnie, według stanu z listopada 2020 roku, w kompleksie domów towarowych znajdują się m.in. następujące punkty: piekarnia Michalski, serwis AGDTech i sklep z alkoholami (nr 7), przychodnia Delta-Med (nr 9) i Studio Fryzjerskie 21 (nr 10).

## Architektura
Budynek dawnego konsumu został zlokalizowany w centralnej części osiedla patronackiego Giszowiec, przy placu Pod Lipami 7-10. Został on zaprojektowany przez Georga i Emila Zillmannów z Charlottenburga. Konsum pierwotnie był kompleksem sklepów o długości ponad stu metrów. Stropy i wiązania dachowe zostały wykonane z ogniotrwałych, żelbetowych materiałów. Mansardowy dach został pokryty dachówką. Konsum jako jeden obiekt zamykający obecny plac Pod Lipami nie był ogrodzony.
Magazyny mieściły się w piwnicach oraz w górnej kondygnacji. Na piętrze powstało też kilka pokoi dla personelu sklepu, a także dla piekarza i rzeźnika. Piekarnia została wyposażona w dwa duże piece ceramiczne, które były wykorzystywane również na początku XXI wieku. Sklep mięsny korzystał ze zlokalizowanej nieopodal fabryki lodu, połączonej ze sklepem za pomocą rurociągu transportującego zimne powietrze. Ponadto znalazło się też w sklepie mięsnym pomieszczenie do wyrobu wędlin, wędzarnia oraz chłodnia.